# Muğlaspor Kulübü
Il 'Muglaspor Kulubu è una società calcistica con sede ad Muğla, in Turchia che milita nella Bölgesel Amatör Lig, la quinta serie del campionato turco.
Fondato nel 1967, il club dopo aver militato diverse volte nella serie cadetta turca ha avuto una rapida discesa nei campionati dilletantistici turchi.

## Stadio
Il club gioca le gare casalinghe al Muğla Atatürk Stadyumu che ha una capacità di 7777 posti a sedere.

## Palmarès

### Competizioni nazionali
- TFF 3. Lig: 3

1995-1996, 2001-2002, 2024-2025

### Competizioni regionali
- Bölgesel Amatör Lig: 1

2015-2016